# 玉樹市

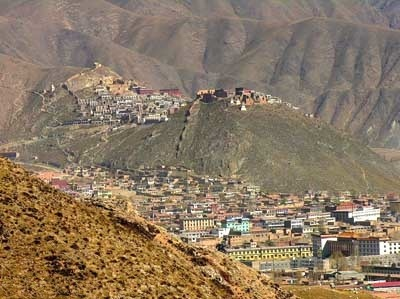
旧結古鎮（Gyegu）

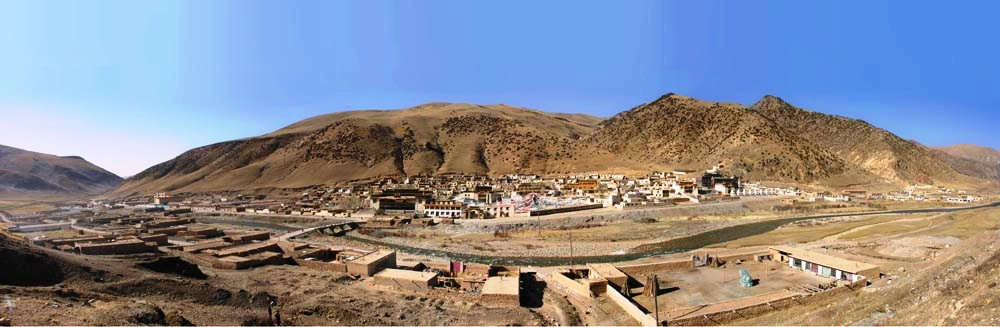
下拉秀鎮の眺望

玉樹市（ぎょくじゅ-し、ワイリー方式：yul shul; 蔵文拼音：ཡུལ་ཤུལ་གྲོང་ཁྱེར།）は中華人民共和国青海省玉樹チベット族自治州に位置する県級市。通天河（長江上流）の西側に位置する。面積は13,462平方キロメートル、定住人口は約14万人で、そのうち93%がチベット族である。
市人民政府は結古街道（結古多鎮、ケグ, skye rgu, Gyêgu）に置かれている。チベット東部の市場の町であり古くから交易の中心だった場所で、結古多鎮のチベット名はジェクンド（Jyekundo, skye dgu mdo, skye rgu mdo）で知られる。

## 歴史
2010年4月14日に青海地震が発生し、被害の中心地となった。チベット様式の建物は揺れに弱く、ジェグ寺などの寺院を含む多くの建物が被災したが、5年を目途に復興計画が立てられ、急ピッチで町の再建が行われた。
2011年、従来の玉樹県は県を廃止して市を設立することを提案。その後、2013年7月に国務院の承認を受け、玉樹県が廃止され、県級玉樹市が設立された。2014年には、結古鎮が廃止され、玉樹市内に4つの街道弁事処が設立された。

## 行政区画
玉樹市には4街道、2鎮、5郷がある。
- 街道：結古街道、扎西科街道、西杭街道、新寨街道
- 鎮：隆宝鎮、下拉秀鎮
- 郷：仲達郷、巴塘郷、小蘇莽郷、上拉秀郷、哈秀郷、安沖郷